# Wereld Universiteitskampioenschappen schaatsen 2014
De Wereld Universiteitskampioenschappen schaatsen 2014 (2nd World University Speed Skating Championships) was een langebaanschaatstoernooi georganiseerd door de International University Sports Federation (FISU). Het toernooi werd van 18 tot en met 21 december 2014 verreden op de ijsbaan Medeo nabij Almaty in Kazachstan.
Ten opzichte van het toernooi in 2012 waren de massastart en de ploegenachtervolging voor zowel mannen als vrouwen aan het programma toegevoegd wat het aantal onderdelen op veertien bracht.
Het toernooi is een onderdeel van allerlei losse universiteitswedstrijden, die samen de Wereld Universiteitskampioenschappen vormen.

## Tijdschema
| Datum                 | Begintijd (Kazachse tijd) | Begintijd (Nederlandse tijd) | Onderdelen |
| --------------------- | ------------------------- | ---------------------------- | --- |
| Donderdag 18 december | 10.00u                    | 5.00u                        | 1500 m mannen 3000 m vrouwen ploegenachtervolging mannen                                                                                                   |
| Vrijdag 19 december   | 10.00u                    | 5.00u                        | 1000 m mannen 1500 m vrouwen 5000m mannen ploegenachtervolging vrouwen                                                                                     |
| Zaterdag 20 december  | 10.00u                    | 5.00u                        | 1000 m vrouwen 10.000 m mannen 5000 m vrouwen |
| Zondag 21 december    | 10.00u                    | 5.00u                        | 500 m vrouwen (eerste omloop) 500 m mannen (eerste omloop) 500 m vrouwen (tweede omloop) 500 m mannen (tweede omloop) massastart vrouwen massastart mannen |

## Podia

### Mannen
| Afstand              | Goud                   | Zilver           | Brons            |
| -------------------- | ---------------------- | ---------------- | ---------------- |
| 2x500m               | Mirko Nenzi            | Artur Nogal      | Sung Ching-yang  |
| 1000m                | Mirko Nenzi            | Piotr Michalski  | Fjodor Mezentsev |
| 1500m                | Jan Szymański          | Dmitri Fedotov   | Mirko Nenzi      |
| 5000m                | Jan Szymański          | Michele Malfatti | Adrian Wielgat   |
| 10000m               | Sebastian Druszkiewicz | Simon Borsen     | Adrian Wielgat   |
| Massastart           | Aleksandr Razorenov    | Alessio Trentini | Mirko Nenzi      |
| Ploegenachtervolging | Polen                  | Italië           | Noorwegen        |

### Vrouwen
| Afstand              | Goud              | Zilver            | Brons              |
| -------------------- | ----------------- | ----------------- | ------------------ |
| 2x500m               | Joelija Kozreva   | Irini Arsjinova   | Marija Sizova      |
| 1000m                | Irina Arsjinova   | Katarzyna Woźniak | Marija Sizova      |
| 1500m                | Katarzyna Woźniak | Marina Zoejeva    | Jelena Sochrjakova |
| 3000m                | Katarzyna Woźniak | Marina Zoejeva    | Jelena Sochrjakova |
| 5000m                | Aleksandra Goss   | Tatjana Usjakova  | Jelena Sochrjakova |
| Massastart           | Olesja Tsjernega  | Marina Zoejeva    | Aleksandra Goss    |
| Ploegenachtervolging | Polen             | Rusland           | Nederland          |

## Medaillespiegel
| Pos. | Land           | Goud | Zilver | Brons | Totaal |
| ---- | -------------- | ---- | ------ | ----- | ------ |
| 1    | Polen          | 8    | 3      | 3     | 14     |
| 2    | Rusland        | 4    | 4      | 3     | 11     |
| 3    | Italië         | 2    | 3      | 2     | 7      |
| 4    | Wit-Rusland    | 0    | 3      | 0     | 3      |
| 5    | Nederland      | 0    | 1      | 1     | 2      |
| 6    | Kazachstan     | 0    | 0      | 3     | 3      |
| 7    | Noorwegen      | 0    | 0      | 1     | 1      |
| 7    | Chinees Taipei | 0    | 0      | 1     | 1      |